# 性交易

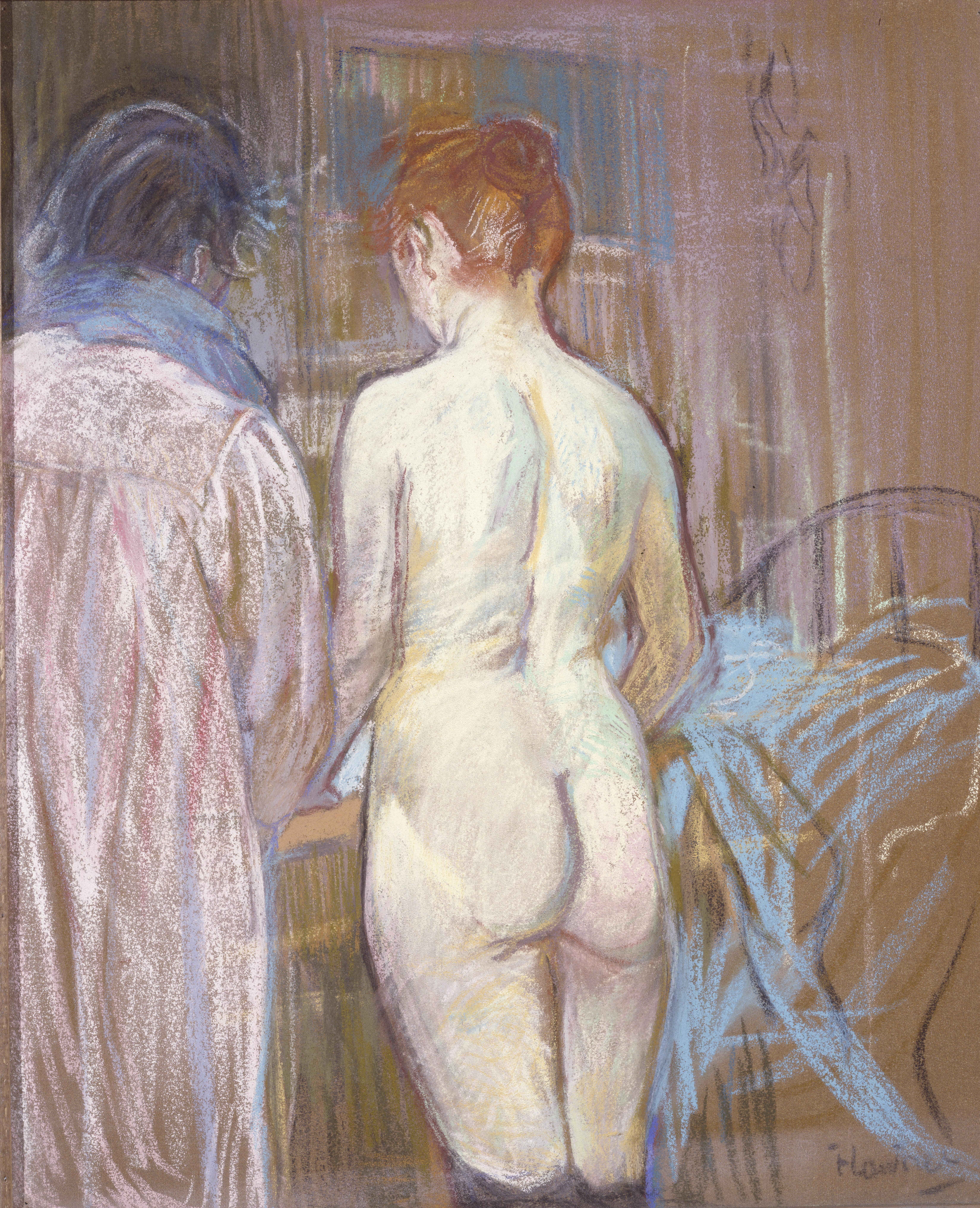
亨利·德·土魯斯-羅特列克所繪的《女妓》

性交易，亦有性服務、卖淫等稱呼，是指透過參與性行為來換取他人付款的過程。性交易伴隨著貫穿整部人類歷史，有时被称作「世界上最古老的行業」。從事性服務業的人屬於性工作者的一種，可分為妓女及妓男兩大類，但仍有其他小的類別。性交易的俗稱包括買春、嫖妓等，進行者俗稱為「嫖客」、「性消費者」。
賣淫有各種各樣的形式，各司法管轄區對它也採取了不同態度，有些視之為一種犯罪，有些則採取性交易合法化或除罪化的應對態度。它是性產業的一門分支，與色情作品、脫衣舞、艷舞等齊名。妓院為性交易的專門場所。在性伴遊的情況下，性行為則可能發生在顧客的住所或酒店房間，此外也有可能發生在伴遊者的住所或酒店房間。街妓為性伴遊的子類型。此外，也存在著援助交際等非組織性的性交易型態，不過援助交際也涉及其他類型的體驗，包括參觀拍賣會、工廠、農場等。
世界上有大約4,200萬名性交易從事者，不論合法與非法均遍佈全球絕大多數地區（儘管中亞、中東、非洲的大部分地區的相關數據欠奉，但該些地區不少為性旅遊的熱門目的地）。全球賣淫業的總年收入額超過1,000億美元。大多數的性交易從事者為女性，主要服務對象為男性。
對性交易的取態和法律限制會因該地的意見而異。

一些意見視性交易為一種對女性的暴力行為，過程會伴隨著對女性及兒童的剝削，為人口販賣提供了一個輸出管道。一些對此採取批評態度的人對瑞典模式表示支持，希望建立「罰嫖不罰娼」的制度。加拿大、冰島、愛爾蘭共和國、北愛爾蘭、挪威、法國皆採用了瑞典模式。

一些意見則認為賣淫是一門合法職業，從事者只是透過參與性行為來進行交易或換取報酬。國際特赦組織便是提倡性交易除罪化的著名組織之一，國際特赦組織認為性交易合法化性工作者才更安全，除罪化的好處在於性工作可以享有醫療保險、被傷害時能受到執法單位保護，認為性交易除罪化之後能減少性工作者受到的剝削，能給予性工作者更安全的就業環境，國際特赦組織認為除罪化之後性工作能受到更好的法律保護和人權。

## 歷史

### 古代近東

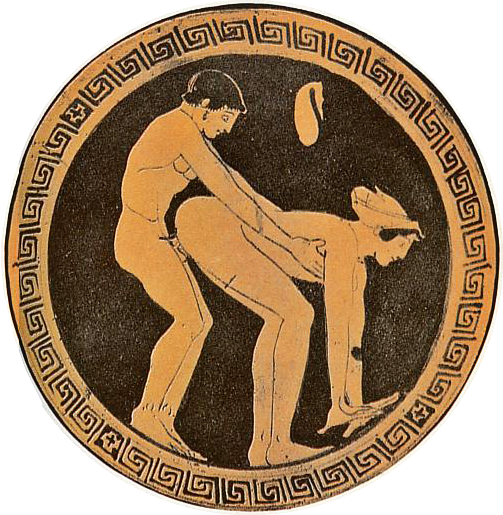
刻畫在古希臘基里克斯杯上的賣性者和顧客；圖中的錢包喑示著其為一宗性交易。

希羅多德於《歷史》中記錄指，古代近東的底格里斯-幼发拉底河水系（底格里斯河流域和幼發拉底河流域附近）附近建有大量的神社和寺廟，或稱「天國之屋」，廟妓會在該些地方為人提供性服務。此一光景在君士坦丁大帝即位後便受到取締，他下令禁止崇拜女神的寺廟繼續經營，以基督宗教替代該些信仰。
古美索不達米亞在早至公元前18世紀便承認有需要保障女性的財產權。《漢摩拉比法典》上擁有有關女性繼承權的規定，其範圍涵蓋了妓女的繼承權。

### 古希臘
在古希臘，女性和少男皆會從事當地的性服務業。當地的妓女可以獨立經營，甚有些對社會有重大影響力。他們需要繳稅，兼身穿跟大眾不同的衣服。古希臘的交际花跟日本的花魁存有共通之處。一些妓女以美貌和智慧聞名於當時的古希臘，科林斯的莱丝便是其一。

### 古羅馬

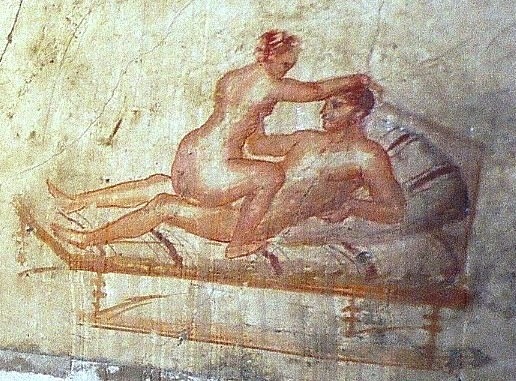
在庞贝妓院發現的濕壁畫

古羅馬的性服務業十分蓬勃，且是合法公開的。該地有向政府登記的妓女稱為「meretrix」，沒登記的則可分類作「prostibulae」。其跟古希臘的性服務業有共通之處，但隨著帝國發展，當地大多性工作者也變得由人民所購買或被捕的奴隶所構成， 此外也有「性工作者養殖戶」把眾多被父母遺棄了的兒童養成性工作者的例子。當時對犯了罪的女性的處罰方法之一就是強迫其從事性工作。買家可私下檢查可供出售的男女的裸體；男性貴族買家可在沒有受到污名的情況下買下男性。

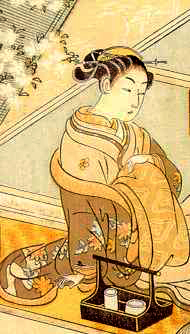
一名花魁為其顧客做準備的情景，由鈴木春信所繪

### 亞洲
伊斯蘭教什葉派允許男子穆斯林擁有無數段「臨時婚姻」（Mut'ah），這能為伊斯蘭教文化所不能接受的性交易提供一個正當名義。佔了穆斯林當中大部分人口的遜尼派相信有關臨時婚姻的實踐已為穆罕默德或其追隨者欧麦尔所廢除及禁止。遜尼派認為性交易是一種令人反感的罪行。一些西方著者認為臨時婚姻和旅人婚姻（Nikah Misyar）跟性交易類似；朱莉·帕索爾（Julie Parshall）寫道，十二伊玛目派已認定臨時婚姻為合法的性交易的一種。她引用了《牛津現代伊斯蘭世界百科》對結婚（nikah）和臨時婚姻（Mut'ah）的解釋作證，指是結婚為了生育，而臨時婚姻則只是為了性快感。 
據泽诺·巴兰（Zeyno Baran）所言，這類的臨時婚姻能為什葉派男子的嫖娼行為提供宗教名義上的認可。埃琳娜·安德烈娃（Elena Andreeva）於2007年寫道其觀察結果，指前往伊朗的俄羅斯旅客一般認為臨時婚姻是「合法的挥霍」，且跟性交易難以區分。臨時婚姻的宗教擁護者辯稱它因一系列因素而跟性交易存有不同，包括在伴侶要性交前需要遵守一段守寡期。這意味著若一名女性以這種方式與男性結婚並發生性行為，她就必須等待多數個月才能再次結婚，一名女性不能在一年內結多於3-4次婚。

### 東亞
在17世紀早期，日本的東京、江戶、大阪有著許多妓女和男妓在那營業。江戶時代的花魁（遊女的一種）仍是當地的交際花，其主要為上流社會提供服務。為了娛樂顧客，花魁要學多門高檔禮儀、藝能，包括古典書法、茶道、舞蹈（日本文化：舞道）、優雅樂器，以至性技巧。此外還要十分聰慧，以讓她們能跟上對話。儘管在當代日本性交易為違法，但其法律對的定義仍未涵蓋性交以外的性行為。在性交易違法化以後，吉原便湧現大量的泡泡浴店舖，當中性工作者會以身體的任何部位（如大腿、胸部甚至陰部）摩擦顧客的身體，以此為其抹上肥皂。

### 應召

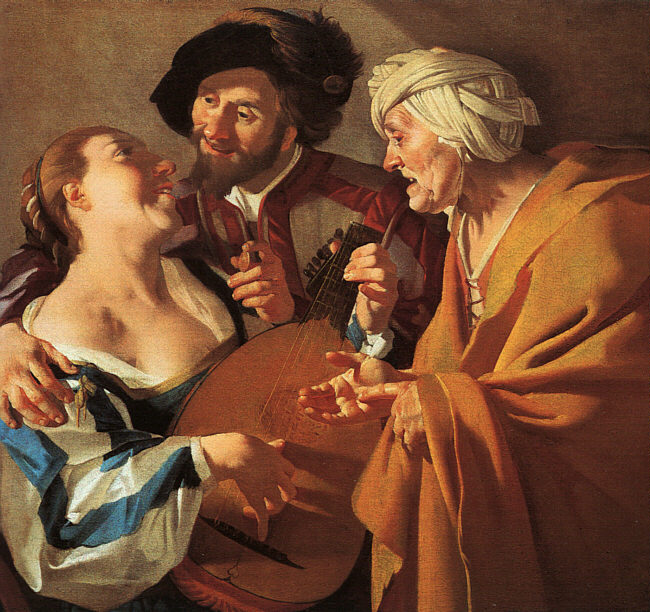
『老鴇』（The Procuress）, Dirck van Baburen繪於1622年

## 經濟
性工作者的報酬或薪水會因其工作地點而有所波動。在对外经济條件良好地區工作的性工作者可能會擁有較多的境外顧客（比如商業旅客）。仲介人在性工作者的報酬中抽成的比例也各有不同，而這會影響其實質收入。 此外價格也會隨需求波動——受歡迎或高端的性工作者可賺取顯著較多的報酬（可高至每位顧客5000美元）。

## 除罪化與自由化

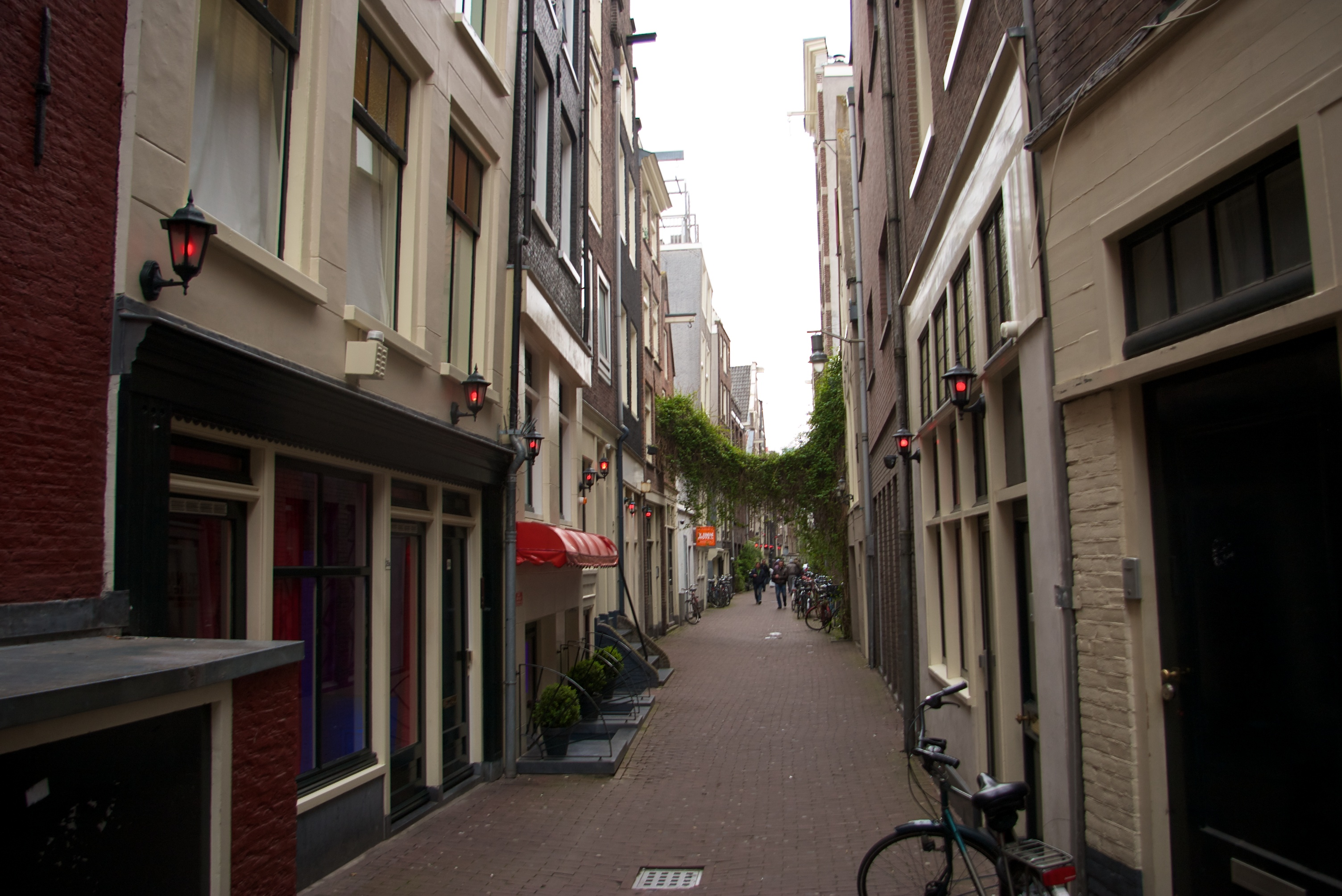
荷蘭阿姆斯特丹紅燈區（2012-5-4）

包括日日春關懷互助協會、國際特赦組織等團體，以及中華民國司法院長兼大法官許宗力等個人，認為成年人之性交易應予除罪化，與去除對性之汙名，並將其列為一項基本人權。
學者陳忠義認為，性交易與尊重他人或尊重異性的觀念並不衝突，性交易為雙方合意、自主平等的商業活動，而強迫他人作性買賣或人口販運，或介入剝削是一種侵犯人權，違反自由的行為，兩者為不同層次的事情，沒有人應該在違背其自由意志的狀況下從事性工作。
苦勞網認為，有許多性工作者是基於自身對於物欲或是收入的追求，或是單純喜愛性工作，或是其他出於自主而非遭到脅迫、欺瞞、恐嚇，或別無選擇而屈就的原因而從事性工作。
科技新報認為，阻止性工作者遭受剝削並不是禁止性交易的藉口，任何成年人可以在網路上以SOHO模式以個人名義自行接案，而未必要跟隨妓院、黑道等組織，利用網路媒合雙方，要一個性工作者不受到剝削與操控，並不困難，傳統的妓院、皮條客、老鴇並非性交易的全部。
國際特赦組織認為，要防止人口販運，性交易除罪化是良好的方式，當性工作除罪化後，性工作者更能團結合作，主張他們的權利，包括成立工會與社會團體，以及社會企業，制定保護性工作者權利的法律，促成更好的工作環境及標準，對商業性質之性交易及其中可能發生之人口販運加強監督，也能和執法機構合作，辨識人口販運者和人口販運受害者。就算有職業訓練、輔導就業、社會救助、其他雇用機會或其他教育與社福機制，並不表示性工作者應該被強迫加入這些方案。
2002年德國通過了《賣淫法》(Prostitutionsgesetz)，將性交易除罪化，將性工作規範為一種服務業，不再受到刑事懲罰。性工作者有權享有社會安全福利（例如健康／失業保險）和勞工退休金。

## 法律地位

世界各地法律对卖淫的管理条例分类：
合法，受法律管理
除罪化，無刑罰
性交易合法，仲介不合法
罰嫖不罰娼，賣春合法，買春和仲介不合法
非法
各地區不一致

### 各地法律現況
以下呈現世界各地的性交易法律地位（部分資料來自2008 Country Reports on Human Rights Practices）：

#### 性交易非法
在以下地區性交易是非法的。處罰的差異相當大，在一些伊斯蘭國家还有朝鲜最高可處以死刑；有部分地區雖然刑法有處罰，但僅以罰款處分；亦有部分地區雖然性交易法律上違法但沒有罰則；還有很多地方雖然法律禁止娼妓，但沒有嚴格執法，實際處於包容狀態。
- 非洲：埃及、利比亞、阿爾及利亞、安哥拉。
- 亞洲：中華人民共和國、阿富汗、巴林、緬甸、文萊、伊拉克、伊朗、日本（非法，但沒有司法處罰規定，見日本性服务业）、約旦、科威特、老挝、馬爾代夫、蒙古、朝鲜、阿曼、巴基斯坦、菲律賓、卡塔尔、沙特阿拉伯、韩国、斯里蘭卡、敘利亞、塔吉克斯坦、泰國、马来西亚、土庫曼斯坦、阿拉伯聯合大公國、烏茲別克斯坦、越南、葉門。
- 歐洲：阿爾巴尼亞、安道爾、阿塞拜疆、白俄羅斯、克羅地亞、格魯吉亞、列支敦士登、立陶宛、馬其頓、摩爾多瓦、摩納哥、黑山、俄羅斯、聖馬力諾、塞爾維亞。
- 北美：安提瓜和巴布達、巴哈馬、巴巴多斯、多米尼克、格林納達、海地、買加、聖基茨和尼維斯、聖盧西亞、特里尼達和多巴哥、美國（除了內華達州外，其他洲皆為非法，見美國性產業）。

#### 性交易合法，但仲介非法
這些地區沒有法律禁止性交易，可合法進行性交易，但不能透過仲介，各種形式的仲介及經營妓院是非法的，通常禁止公開推銷性交易，以及禁止性交易廣告。
- 非洲：布基納法索、中非共和國、科特迪瓦、埃塞俄比亞、馬達加斯加、馬拉維、毛里求斯、塞拉利昂。
- 亞洲：香港、澳門、印度、哈薩克斯坦、吉爾吉斯斯坦、新加坡、東帝汶。
- 歐洲：亞美尼亞、比利時、保加利亞、塞浦路斯、捷克共和國、丹麥、愛沙尼亞、芬蘭、意大利、盧森堡、波蘭、葡萄牙、斯洛伐克、斯洛文尼亞、西班牙、英國、波黑、羅馬尼亞。
- 北美地區：伯利茲、哥斯達黎加、古巴、多明尼加共和國、薩爾瓦多、危地馬拉、洪都拉斯、尼加拉瓜。
- 大洋洲：澳大利亞（在西部地區）、基里巴斯、東加。
- 南美：阿根廷、智利。

#### 性交易合法
在這些國家的性交易是合法並受法律管制，有部分更可以經營妓院及僱用性工作者，妓院經營者及性工作者與其他行業一樣要繳納稅款。
- 亞洲：孟加拉國、台湾（僅限性交易區域內合法，但目前未有設立專區）、黎巴嫩（但自1975年以来并未颁发过许可证）。
- 歐洲：奧地利、德國、希臘、匈牙利、拉脫維亞、荷蘭、瑞士、土耳其。
- 北美地區：墨西哥、巴拿馬、美國（只在內華達州合法，除了拉斯维加斯）。
- 大洋洲：澳大利亞（多數東部各州）、新西蘭。
- 南美洲：玻利維亞、哥倫比亞、厄瓜多爾、巴拉圭、秘魯、烏拉圭、委內瑞拉。

#### 無被害者的犯罪
在一些研究法律社會現象的法學學者，所研究法律的論文中說明性交易屬於無受害者犯罪，也有部分法學學者主張將性交易除罪化，目前現況是性交易在一些國家是合法的，但也都受到法律的部分限制，讓性交易產業在受控管的情況下經營。在法學觀點認為性交易是「沒有受害者的犯罪」，是因為性交易是在兩方合意的情況下所進行的利益交換，並沒有被害人。

#### 性交易非法，但罰嫖不罰娼
一些女性主義或左翼論述認為性交易並非沒有收害者，認為性工作者就是性剝削的受害人，仲介和買春者則是加害人。並且指出一些性工作者是因為藥物成癮、無家可歸、或貧困等無法控制的因素而不得不買淫，所以不能真的算是合意。基於這樣的觀點，一些國家的政策是只罰仲介和買春者，但不處罰性工作者。但也有調查顯示出，部分女性並不認為自己是受害者，有一部分受調查的女性非常理性的講到自己為何出售性服務，並且非常喜歡自己的工作，顯然將性工作認為是受害者導向的觀念，並不適用於所有性工作者。法國的罰嫖不罰娼相關提案在2014年7月曾被法國參議院否決，但於2016年4月6日通過。
- 北美：加拿大
- 亞洲：以色列
- 歐洲：法國、愛爾蘭、冰島、挪威、瑞典

### 性服務業概況

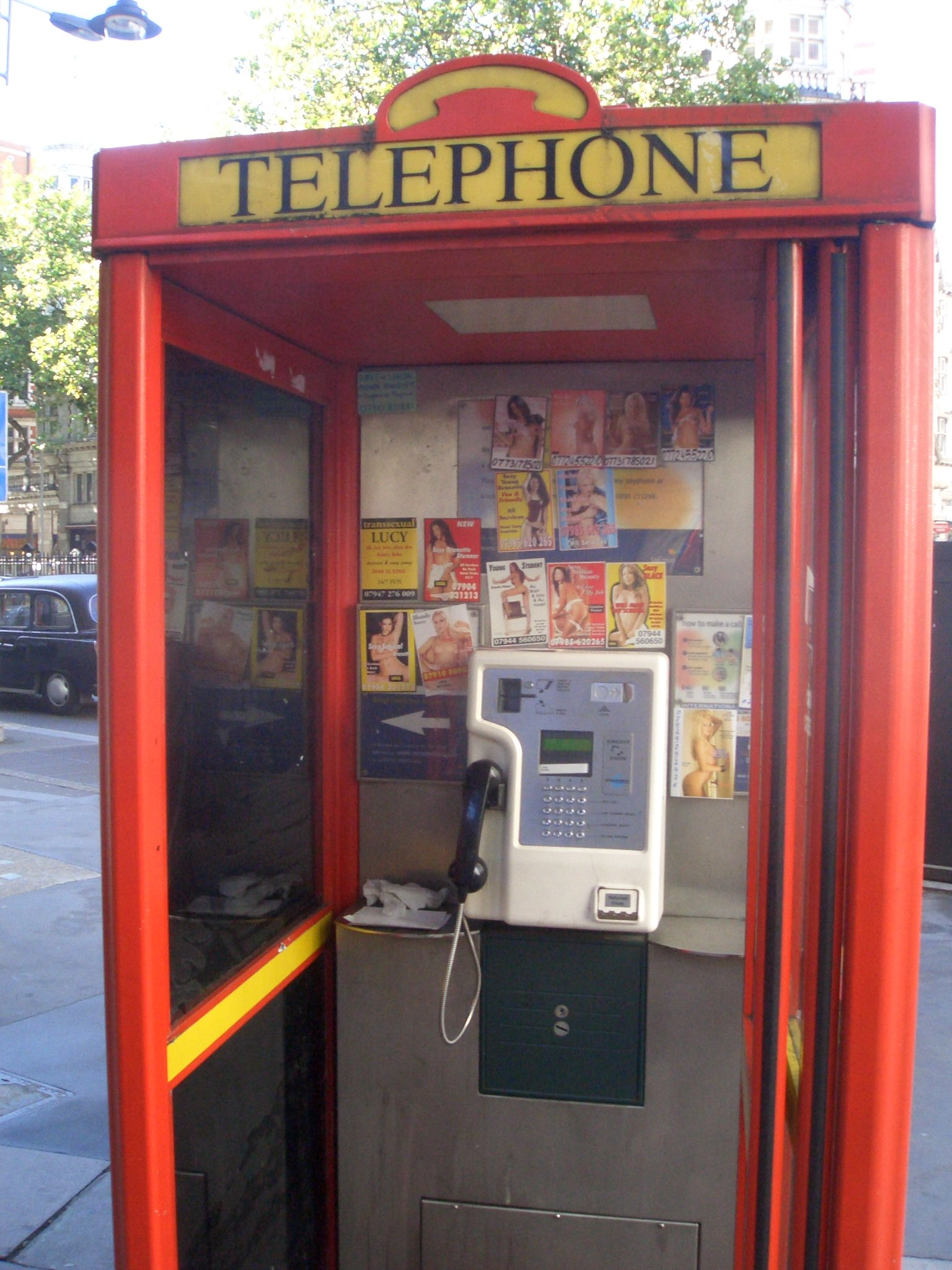
伦敦一座公用电话亭内貼滿应召站的电话号码

澳洲法律容許合法性交易，而且可合法經營妓院，只有西澳大利亞是性交易合法但不准開設妓院。澳洲墨爾本有妓院營辦商於2003年在證券交易所發行股票上市，成為全球首個妓院招股上市的案例。另有公司安排僱員到妓院消遣籍此慰勞員工，而由雇主支付給妓院的款項卻可計入經營成本，在申報企業收入時可用來扣減利得稅。荷蘭經營妓院不但合法，而且有管理規範，經營良好的妓院可獲得優良證書鼓勵。「優良妓院」的審核標準包括安全、衞生和誠信等，妓院也需如同其他商業機構要申報收入及繳納利得稅。德国法律于2002年元旦起允许性交易，並需要繳稅。
孟加拉国最高法院于2000年3月裁定性交易合法，成为伊斯兰国家中少数几个允许性交易的国家之一。印尼性交易非法，但东爪哇泗水市的多莉巷仍是东南亚规模最大的红灯区之一。
性交易在中國大陸違法，但除了組織大規模賣淫活動會被移送法院公訴外，一般採取行政處罰（最高行政拘留15天）。刑罚上有组织卖淫罪、强迫卖淫罪、协助组织卖淫罪。2015年，《刑法》删除嫖宿幼女罪。嫖宿幼女（不满14周岁女性）以强奸罪论处。因此，组织、强迫幼女卖淫，对于组织者同样处于以强奸罪。性交易在韩国现在属于违法，但是查处并不严格。台灣法律原為「罰娼不罰嫖」，2011年11月4日立法院通過社會秩序維護法修正案，改為「在性交易區域內娼嫖不罰、區域外娼嫖皆罰」，但由於目前尚未有任何地方政府設立專區，故實務上是娼嫖皆罰。另有部分宗教組織，例如有宗教背景的婦女團體勵馨基金會主張只罰嫖客。香港沒有禁止性交易，性交易本身是合法的，但有組織的賣淫活動違法。

## 人類以外的動物
除了人類以外的動物也為求換取食物或者巢穴材料等原因而進行性交易，目前科學家已知阿德利企鵝、黑猩猩屬和食蟹獼猴有性交易行為，但對此的研究仍非常少。

## 性愛娃娃
愛爾蘭都柏林一家妓院，除了提供真人性交易，還有以每小時收費88英鎊（約港幣827元），出租矽膠機器人性愛娃娃。

## 組織
- 日日春關懷互助協會 （页面存档备份，存于）
- 國際特赦組織[36]
- 午夜藍
- 姐姐仔會
- 紫藤

## 電影
- 出租天使（My Rainy Days）
- 女人那話兒
- 性工作者十日談（Whispers and Moans）
- 榴蓮飄飄（Durian Durian）
- 美國舞男（American Gigolo）
- 薩瑪利亞女孩（Samaritan Girl）
- 金雞（Golden Chicken）
- 風月俏佳人（Pretty Woman）
- 香港舞男（Hong Kong Gigolo）
- 鴨王（The Gigolo）
- 麥收
- 大咸濕

## 参見
- 性
- 性工作者
- 性自由主義
- 色情產業
- 動物賣淫